# Martín Cortés Zúñiga
Martín Cortés Zúñiga (Cuernavaca, Virregnat de Nova Espanya, 1533 - Madrid, Regne de Castella, 13 d'agost de 1589), segon Marquès de la Vall d'Oaxaca, militar aristòcrata i fill del conqueridor de Mèxic Hernán Cortés i la seva esposa Juana de Zúñiga. En ser el seu únic hereu legítim va ser qui va ostentar el títol de Marquès de la Vall d'Oaxaca, el que el va convertir en un dels primers nobles espanyols en territori americà.
Martín Cortés va néixer en el llavors Virregnat de Nova Espanya, avui a l'estat de Morelos de Mèxic. Va ser fill d'Hernán Cortés i la senyora Joana de Zúñiga. Tenia un mig germà gran Martín Cortés (el mestís) (1523 - 1568), fill d'Hernán Cortés i la senyora Marina, La Malinche, i va viure juntament amb el seu mig germà.
En 1540 Martín Cortés va viatjar amb el seu pare a Espanya posant-se a les ordres de l'Emperador Carles V i després va servir al seu successor, Felip II. Com militar de l'exèrcit reial, va participar en la batalla de Sant Quintí (1557), i en la campanya dels Països Baixos.
Durant la seva estada a Espanya es va casar amb la seva neboda, Ana Ramírez de Arellano, a més de mantenir relació amb l'aristocràcia i intel·lectualitat del moment, com l'escriptor López de Gómara (que li va dedicar la biografia que havia escrit sobre el seu pare, Hernán Cortés).
En 1563 torna a Mèxic, llavors virregnat de la Nova Espanya, on va ser molt ben rebut. Amb ell van arribar els seus germans Luis i Martín. En aquest moment, Martín Cortés era considerat, per les seves propietats i riqueses la persona més rica de la Nova Espanya. En aquells moments, segle xvi, la nova ciutat de Mèxic estava vivint un període de desmesura i Martín aviat va donar mostres arrogància i malbaratament.
Martín Cortés es va posar al capdavant del moviment que, integrat per alguns encomenderos, lluitava per evitar l'abolició de les ecomiendas i per aconseguir més autonomia. A la mort del virrei Luis de Velasco a 1564 és nomenat per l'ajuntament de la ciutat de Mèxic capità general, nomenament que va enfrontar amb l'Audiència. Aquest enfrontament en el qual Martín va arribar a insinuar la independència del Virregnat, va desembocar en una revolta, a 1565, per la qual van voler coronar com a rei de Nova Espanya.
El fracàs de la revolta porto a l'arrest dels caps, entre els que estaven Martín i el ric i influent Alonso Dávila nebot del conqueridor homònim. El 16 de juliol de 1566 eren detinguts Martín Cortés i els seus germans Luis i Martín "el Mestís", i es van dictar condemnes a mort per a tots ells. El nou virrei, Gastó de Peralta, marquès de Falces, va salvar a tota la família Cortés de ser executats tal com ho van ser la resta dels caps.
Va ser processat de nou a Espanya, a la qual li van traslladar l'abril de 1567 i a resultes del judici va ser desposseït dels seus béns i condemnat a pagar una forta multa, al mateix temps que el va desterrar a Orà.
En 1574 se l'amnistia tornant seus béns i permetent abandonar Orà, encara que no podia tornar a Mèxic. El seu germà Luis, que havia seguit la mateixa sort, va poder tornar a Nova Espanya.